# Тультитлан
Тультитла́н (исп. Tultitlán) — муниципалитет в Мексике, штат Мехико, с административным центром в городе Тультитлан-де-Марьяно-Эскобедо. Численность населения, по данным переписи 2010 года, составила 524 074 человека.

## Общие сведения
Название Tultitlán происходит из языка науатль и его можно перевести как: в зарослях камыша.
Муниципалитет состоит из двух частей, его общая площадь равна 69 км², что составляет 0,3 % от площади штата. Он граничит с другими муниципалитетами штата Мехико: на севере с Куаутитланом и Тультепеком, на востоке с Коакалько-де-Берриосабалем, Тонанинтлой и Экатепек-де-Морелосом, на юге с Тлальнепантла-де-Басом, на западе с Куаутитлан-Искальи, а также на юге с Федеральным округом Мексики.

## Учреждение и состав
Муниципалитет был образован 12 июля 1820 года, в его состав входит 11 населённый пункт, самые крупные из которых:
| Код INEGI | Населённый пункт                                                                             | Численность населения (2005 год) | Численность населения (2010 год) |
| 109       | Всего                                                                                        | 472 867                          | 524 074                          |
| 0003      | Буэнависта (исп. Buenavista)                                                                 | 198 404                          | 206 081                          |
| 0025      | Сан-Пабло-де-лас-Салинас (исп. San Pablo de las Salinas)                                     | 160 432                          | 189 453                          |
| 0068      | Фуэнтес-дель-Валье (исп. Fuentes del Valle)                                                  | 72 711                           | 74 087                           |
| 0001      | Тультитлан-де-Марьяно-Эскобедо (исп. Tultitlán de Mariano Escobedo) (административный центр) | 22 268                           | 31 936                           |
| 0069      | Ампльясьон-Сан-Матео (исп. Ampliación San Mateo)                                             | 13 967                           | 16 250                           |
| 0072      | Колония-Ласаро-Карденас (исп. Colonia Lázaro Cárdenas)                                       | 2 770                            | 3 337                            |
| 0014      | Сьерра-де-Гуадалупе (исп. Sierra de Guadalupe)                                               | 1 334                            | 2 011                            |

## Экономическая деятельность
По статистическим данным 2000 года, работоспособное население занято по секторам экономики в следующих пропорциях: сельское хозяйство и скотоводство — 0,4 %, промышленность и строительство — 34,9 %, сфера обслуживания и туризма — 60,8 %.

## Инфраструктура
По статистическим данным 2010 года, инфраструктура развита следующим образом:
- электрификация: 99,7 %;
- водоснабжение: 99,2 %;
- водоотведение: 99,3 %.

## Туризм
Основные достопримечательности, посещаемые туристами: несколько церквей и часовен, построенных в колониальный период; археологический музей в Сан-Пабло-де-лас-Салинасе.

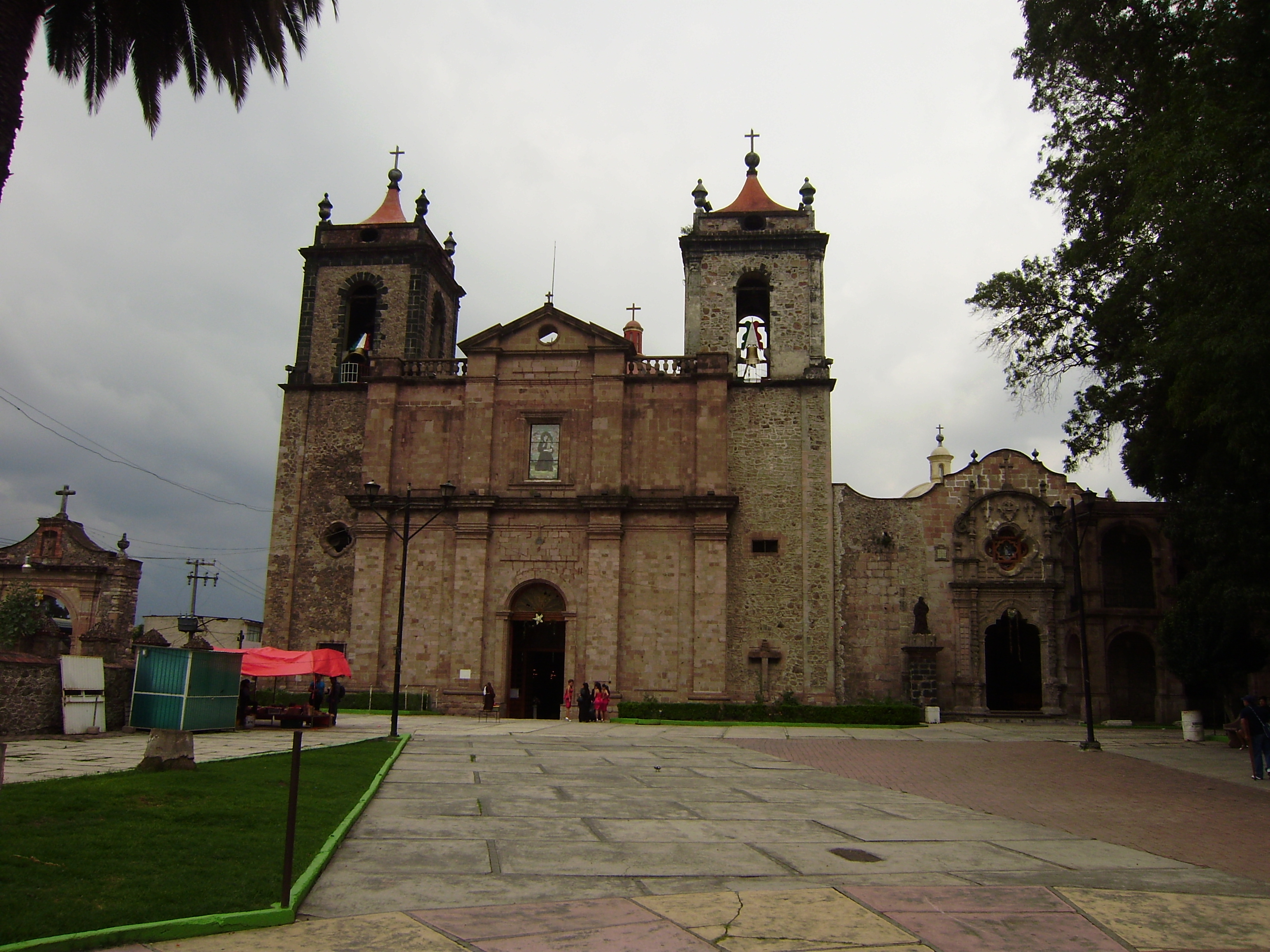
Церковь Святого Антонио Падуанского